# 本郷館
本郷館（ほんごうかん）とは、明治時代に文京区本郷に建てられた下宿屋である。2011年に建て替えられたため、現存していない。

## 概要
東京大学の学生街である本郷には岐阜県出身者による下宿屋・旅館が数多く存在しており、本郷館もその中の一つである。近隣の古くからの旅館や求道会館、求道学舎などの歴史的建造物と共に本郷ならではの景観を形成し、木村伊兵衛や都築響一といった写真家の被写体にもなった。
3階建て、延べ400坪、計70室余りを擁する巨大な木造下宿屋であり、下宿屋建築が隆盛をきわめた昭和初期の東京市において最大規模を誇っていた。レンガ積みの土台から3階の天井まで、20センチ角の大黒柱5本を通した頑丈な作りになっている。玄関を入るとすぐ正面の広間奥に上階への階段、この先の中庭と合わせ、この階段廻りに共同の水場・便所が設けられている。部屋は様々な広さに分けられ、中には洋間もあった。規模や形態の希少性から、国の重要文化財になる可能性を指摘する専門家もいた。

## 沿革
本郷館の建物は、1905年（明治38年）に岐阜県出身の高橋千代三郎によって旅館「本郷旅館」として建設された。翌年に開業した本郷旅館は、客間60室、宿泊料80銭〜1円50銭で、妻の高橋澤が女将を務めた。千代三郎は、岐阜養老の根古地で代々造り酒屋を営む富豪・高橋家の生まれで、本郷旅館以外にも本郷弓町（現・本郷1丁目）に洋風外観の木造3階建て高等下宿「本郷館」を経営していた。
1913年4月から1917年4月まで東京女子高等師範学校（現・お茶の水女子大学）の第二寄宿舎として使用される。生徒監視のもとに、第4学年生徒を室長とし、第2学年生徒および養成所生徒を収容した。

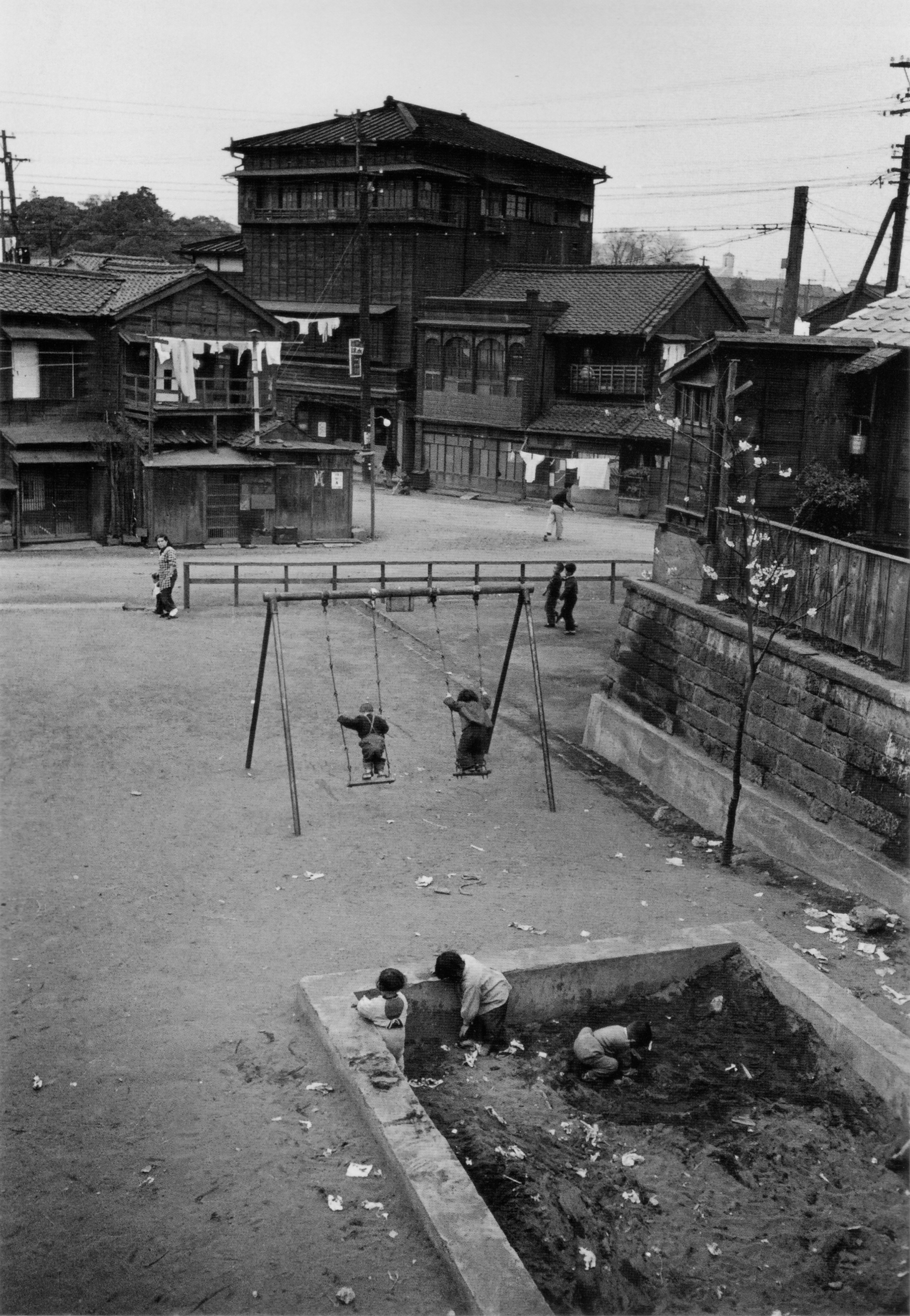
「本郷付近」（1953年、木村伊兵衛撮影。） 画面中央奥に見える木造の建物が本郷館。

1919年頃、東京のとある弁護士宅の書生だった若夫婦が建物を買い取り、女中6人による朝夕賄い付きの高等下宿「本郷館」となる。下宿屋の賄いは一般に悪評の立つことが多かったが、本郷館では豚カツや土用の丑の日の鰻などが供されることがあり、下宿人には好評だったという。下宿人の多くは地方の富裕な家庭に育った東大・芸大の学生だったが、中には東大の教官や医局医師も住んでいた。林芙美子（小説家）、茅盾（小説家）、武藤清（建築家）、内藤寿七郎（医学者）といった著名人も居住している。中国人学生の定宿にもなっていたという。この夫婦による経営は1940年まで続いた。
第二次世界大戦中に建物疎開の予定があったが、数日前に終戦し難を逃れる。戦後になると、女中・賄い・風呂がなくなり、2つあった中庭の一つがつぶされ居室になった。昭和20年代の住宅難の時期には、1階のほとんどと上階の一部に所帯持ちが入居し、単身者も相部屋を頼まれることがあった。350人あまりが住んでいたという記録もある。
共同便所・共同炊事場のうえ老朽化が進んだ本郷館だったが、1990年代に入っても50人ほどが入居していた。2万円前後という格安の家賃のため学生時代から借りている住人も多かった。
2006年、老朽化を理由に建替計画が公表されたが住人が立ち退きを拒否したため、2008年に家主は立ち退きを求め住人を提訴。2009年に住人側が敗訴し、強制執行が行われた。2010年には「新建築家技術者集団東京支部」、「日本建築学会関東支部」、「木の建築フォラム」、「本郷館を考える会」といった団体が保存活用を要望したが受け入れられず、2011年7月末日を以ての解体が決定された。跡地には同名の集合住宅が建設されている。